# Thiên thể cổ điển ngoài Sao Hải Vương

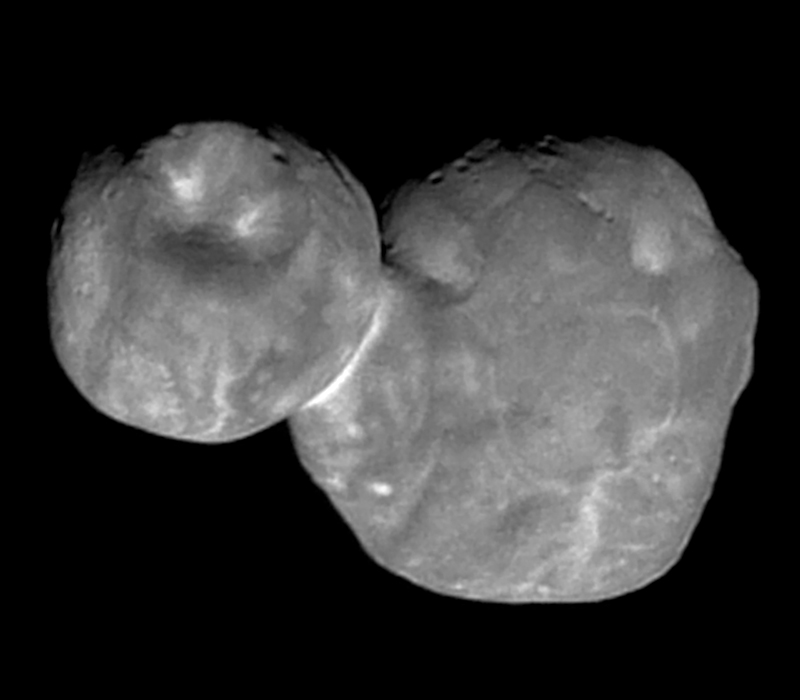
Ảnh chụp, cubewano đầu tiên được phát hiện bằng tàu vũ trụ. Đây cũng là vật thể xa nhất Hệ Mặt Trời được tàu vũ trụ ghé thăm.

Một vật thể vành đai Kuiper cổ điển, còn được gọi là cubewano (/ kjuːbiːˈwʌnoʊ / "QB1-o"), là một vật thể vành đai Kuiper có độ lệch tâm thấp (KBO) quay quanh ngoài Sao Hải Vương và không bị điều khiển bởi quỹ đạo. Cubewano có quỹ đạo với các trục bán chính trong phạm vi 40-50 AU và, không giống như Sao Diêm Vương, không đi qua quỹ đạo của Sao Hải Vương. Đó là, chúng có độ lệch tâm thấp và đôi khi có quỹ đạo nghiêng thấp như các hành tinh cổ điển. Cái tên "cubewano" bắt nguồn từ vật thể ngoài Sao Hải Vương (TNO) đầu tiên được tìm thấy sau Sao Diêm Vương và Charon, 15760 Albion, cho đến tháng 1 năm 2018 chỉ có ký hiệu tạm thời (15760) 1992 QB1. Các đối tượng tương tự được tìm thấy sau này thường được gọi là "QB1-o '" hoặc "cubewanos", sau đối tượng này, mặc dù thuật ngữ "cổ điển" được sử dụng thường xuyên hơn trong tài liệu khoa học.

## Những thiên thể khu vực lạnh và nóng: Đặc điểm vật lý
Ngoài các đặc điểm quỹ đạo riêng biệt, hai quần thể còn thể hiện các đặc điểm vật lý khác nhau. Sự khác biệt về màu sắc giữa dân số lạnh đỏ, chẳng hạn như 2014 MU69 và dân số nóng không đồng nhất hơn đã được quan sát sớm nhất là vào năm 2002. Các nghiên cứu gần đây, dựa trên bộ dữ liệu lớn hơn, chỉ ra độ nghiêng 12 ° (thay vì 5 °) giữa dân số lạnh và nóng và xác nhận sự khác biệt giữa dân số lạnh đỏ đồng nhất và dân số nóng xanh. Một sự khác biệt khác giữa các đối tượng cổ điển có độ nghiêng thấp (lạnh) và độ nghiêng cao (nóng) là số lượng đối tượng nhị phân quan sát được. Các nhị phân khá phổ biến trên các quỹ đạo có độ nghiêng thấp và thường là các hệ thống có độ sáng tương tự. Các nhị phân ít phổ biến hơn trên các quỹ đạo có độ nghiêng cao và các thành phần của chúng thường khác nhau về độ sáng. Mối tương quan này, cùng với sự khác biệt về màu sắc, hỗ trợ thêm cho gợi ý rằng các vật thể cổ điển hiện đang quan sát thuộc về ít nhất hai quần thể chồng chéo khác nhau, với các tính chất vật lý và lịch sử quỹ đạo khác nhau.

## Hướng tới một định nghĩa chính thức
Không có định nghĩa chính thức về 'cubewano' hoặc 'KBO cổ điển'. Tuy nhiên, các thuật ngữ thường được sử dụng để chỉ các vật thể không bị nhiễu loạn đáng kể từ Sao Hải Vương, do đó loại trừ KBO trong cộng hưởng quỹ đạo với Sao Hải Vương (các vật thể xuyên sao băng cộng hưởng). Trung tâm hành tinh nhỏ (MPC) và Khảo sát chiết trung sâu (DES) không liệt kê cubewanos (vật thể cổ điển) sử dụng cùng một tiêu chí. Nhiều TNO được phân loại là cubewano bởi MPC được phân loại là ScatNear (có thể được phân tán bởi Hải vương tinh) bởi DES. Hành tinh lùn Makemake là một đối tượng cubewano / scatgần cổ điển biên giới như vậy. (119951) 2002 KX14 có thể là một cubewano bên trong gần plutinos. Hơn nữa, có bằng chứng cho thấy vành đai Kuiper có 'cạnh', trong đó rõ ràng là thiếu các vật thể có độ nghiêng thấp ngoài 47-49 AU đã bị nghi ngờ vào đầu năm 1998 và được hiển thị với nhiều dữ liệu hơn vào năm 2001. Do đó, cách sử dụng truyền thống của các thuật ngữ dựa trên trục bán chính của quỹ đạo và bao gồm các đối tượng nằm giữa các cộng hưởng 2: 3 và 1: 2, nằm trong khoảng 39,4 đến 47,8 AU (loại trừ các cộng hưởng này và các cộng hưởng phụ ở giữa).

## Các hệ
Hệ va chạm đầu tiên được biết đến trong vành đai Kuiper cổ điển, một nhóm các vật thể được cho là tàn dư từ sự tan vỡ của một cơ thể duy nhất là gia đình Haumea. Nó bao gồm Haumea, các mặt trăng của nó, 2002 TX300 và bảy vật thể nhỏ hơn. Các vật thể không chỉ đi theo quỹ đạo tương tự mà còn có chung đặc điểm vật lý tương tự. Không giống như nhiều KBO khác, bề mặt của chúng chứa một lượng lớn băng (H 2 O) và không có hoặc rất ít tholin. Thành phần bề mặt được suy ra từ màu trung tính (trái ngược với màu đỏ) và độ hấp thụ sâu ở 1,5 và 2. μm trong phổ hồng ngoại. Một số hệ va chạm khác có thể cư trú trong vành đai Kuiper cổ điển.

## Khám phá
Kể từ tháng 1 năm 2019, chỉ có một vật thể vành đai Kuiper cổ điển được quan sát gần bằng tàu vũ trụ. Cả hai tàu vũ trụ Voyager đã đi qua khu vực trước khi phát hiện ra vành đai Kuiper. New Horizons là nhiệm vụ đầu tiên đến thăm một KBO cổ điển. Sau khi khám phá thành công hệ thống Sao Diêm Vương vào năm 2015, tàu vũ trụ của NASA đã ghé thăm KBO nhỏ (486958) 2014 MU69 ở khoảng cách 3.500 km (2.200 dặm) vào ngày 1 tháng 1 năm 2019.